# Olenje
Olenje (ros. Оленье) – wieś w Rosji, w obwodzie wołgogradzkim, w rejonie dubowskim. W 2021 liczyła 1017 mieszkańców.